# Dirty
Dirty je hudební album americké rockové skupiny Sonic Youth. Bylo nahráno v roce 1992 a vyšlo v červenci téhož roku. 25. března 2003 bylo album vydáno znovu, tentokrát však na dvou CD a obsahovalo navíc B-strany, dema apod.

## Seznam skladeb
| Pořadí         | Název                      | Délka |
| -------------- | -------------------------- | ----- |
| 1.             | 100%                       | 2:28  |
| 2.             | Swimsuit Issue             | 2:57  |
| 3.             | Theresa's Sound-World      | 5:27  |
| 4.             | Drunken Butterfly          | 3:03  |
| 5.             | Shoot                      | 5:16  |
| 6.             | Wish Fulfillment           | 3:24  |
| 7.             | Sugar Kane                 | 5:56  |
| 8.             | Orange Rolls, Angel's Spit | 4:17  |
| 9.             | Youth Against Fascism      | 3:36  |
| 10.            | Nic Fit                    | 0:59  |
| 11.            | On the Strip               | 5:41  |
| 12.            | Chapel Hill                | 4:46  |
| 13.            | JC                         | 4:01  |
| 14.            | Purr                       | 4:21  |
| 15.            | Créme Brûlèe               | 2:33  |
| 16.            | Stalker                    | 3:01  |
| 17.            | O.J.'s Glove or What?      | 1:20  |
| 18.            | Webb of Mud 1, 2 & 3       | 2:51  |
| 19.            | Bachelors in Fur!          | 1:00  |
| Celková délka: | Celková délka:             | 66:57 |